# Caenopachys caenopachoides
Caenopachys caenopachoides är en stekelart som först beskrevs av Ruschka 1925.  Caenopachys caenopachoides ingår i släktet Caenopachys och familjen bracksteklar. Inga underarter finns listade.